# Gottfried Forck
Gottfried Forck (* 6. Oktober 1923 in Ilmenau (Thüringen); † 24. Dezember 1996 in Rheinsberg) war ein deutscher Theologe und evangelischer Bischof.

## Leben
Forck besuchte die Gelehrtenschule des Johanneums in Hamburg und die Internatsschule der Herrnhuter Brüdergemeine in Niesky. Nach Wehrdienst (1942–1945) und Kriegsgefangenschaft (1945–1947) studierte er in Bethel, Heidelberg, Basel und West-Berlin Evangelische Theologie; er war Assistent an der Kirchlichen Hochschule in Berlin-Zehlendorf und Vikar. Nach der kirchlichen Ausbildung am Predigerseminar in Brandenburg an der Havel wurde er ordiniert und promovierte 1956 zum Dr. theol. an der Universität Heidelberg.

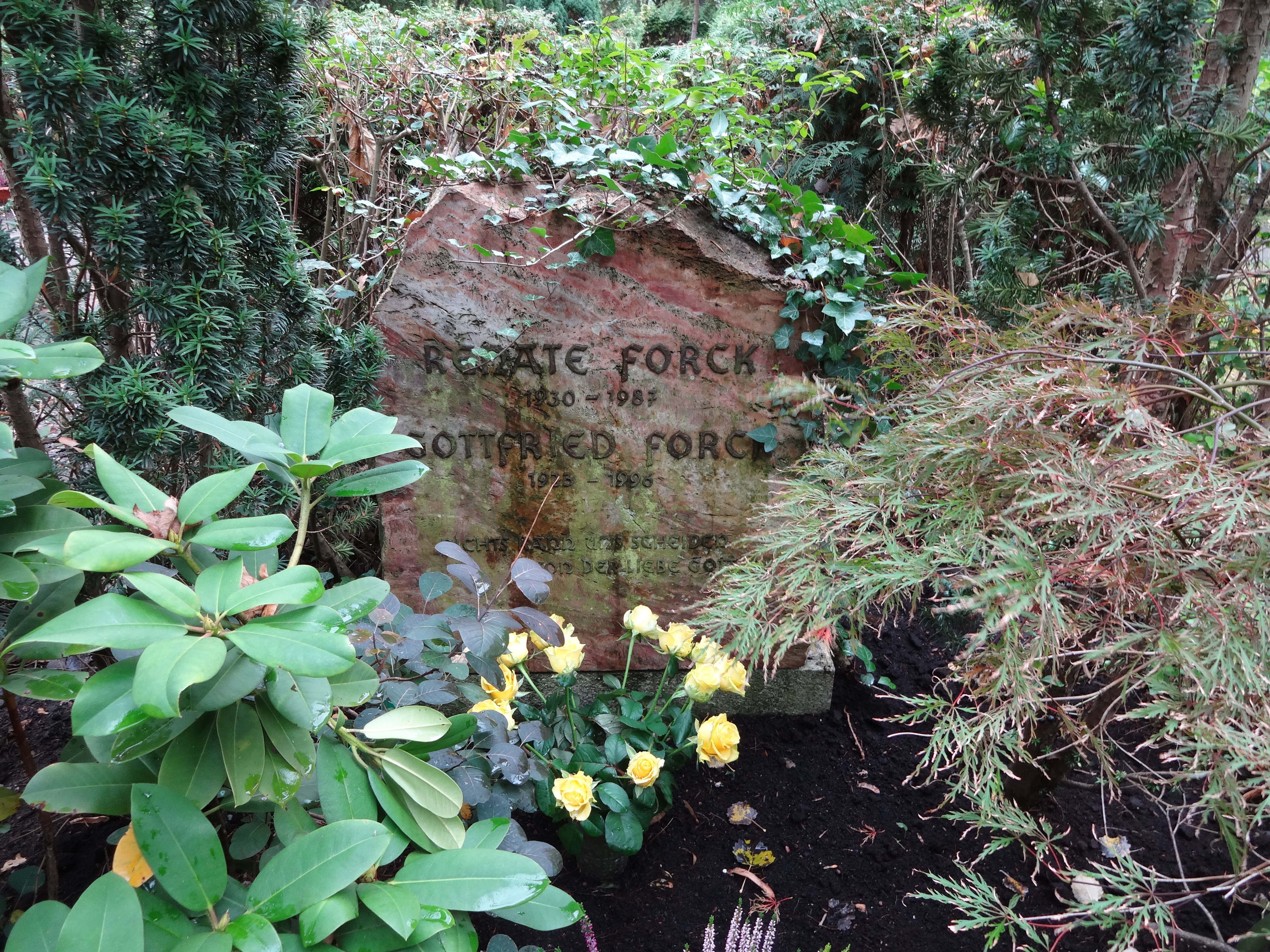
Grabstätte

Nach seinem Wirken als Studentenpfarrer in Ost-Berlin (1954–1959), als Pfarrer in Lautawerk in der Niederlausitz, als Leiter des Predigerseminars in Brandenburg (ab 1963) und ab 1973 als Generalsuperintendent des Sprengels Cottbus trat er am 1. Oktober 1981 das Amt als Bischof der Evangelischen Kirche in Berlin-Brandenburg – Bereich Ost an. 1991 ging er in den Ruhestand. Das Land Berlin ehrte ihn am 25. Juni 1993 mit der Verleihung des Titels Stadtältester. Seine letzte Ruhe fand er in einem Ehrengrab der Stadt Berlin auf dem Auferstehungsfriedhof in Berlin-Weißensee im Bes. Wahl 11/12.

Der Musiker Bernhard Forck ist sein Sohn.

## Wirken
Die Amtszeit Gottfried Forcks in den 1980er Jahren erhielt durch die auf die Wende in der DDR zulaufende Entwicklung eine besondere Prägung, da seine Landeskirche in besonderem Maße in das Spannungsfeld zwischen dem von Dietrich Bonhoeffer postulierten Anspruch, „Kirche für andere“ sein zu sollen, der Sorge um und für die eigenen Gläubigen und staatlichen Druck zur Unauffälligkeit und Opportunität der Kirche gegenüber dem SED-Staat geriet. Während der Friedensdekade 1981 teilte er in der Ostberliner Marienkirche die Aufnäher Schwerter zu Pflugscharen aus, die durch die kirchlicherseits nicht beabsichtigte Verknüpfung mit dem von Robert Havemann und Rainer Eppelmann initiierten Berliner Appell in eine oppositionelle Symbolik missdeutet wurden. Forck trug als Akt der Solidarität mit den hart angefeindeten Jugendlichen, die diesen Aufnäher trugen, einen entsprechenden Aufkleber auf seiner Aktentasche und setzte sich sehr für diese Jugendlichen ein.
In den folgenden Jahren wurden gerade in Berlin kirchliche Räume zunehmend zu Asylbereichen für oppositionelle Gruppen auch aus dem nichtkirchlichen Raum. Durch diese Gruppen wurde die Kirche wegen ihres Verhaltens gegenüber dem SED-Staat hart angefragt und herausgefordert. Nicht immer wurde die Kirche diesen Anfragen und Forderungen gerecht, aber sie bemühte sich zumindest um Schutz für die Bedrängten. So wurde auf Initiative von Gottfried Forck nach den Verhaftungen während der Liebknecht-Luxemburg-Demonstration im Januar 1988 ein Telefon geschaltet, das den Bemühungen um die Verhafteten diente. Forck bemühte sich persönlich um die bei der Demonstration Inhaftierten. Durch seine Integrität und Offenheit geriet Forck nicht in den Dunstkreis der Verdächtigungen, die sich um die Tätigkeit seines Konsistorialpräsidenten Manfred Stolpe rankten.
Mit seiner Anwesenheit schützte er am 1. Oktober 1989 die Gründungstreffen des Demokratischen Aufbruchs. In der Berliner Gethsemanekirche forderte er die DDR-Führung zu Rechtsstaatlichkeit und Demokratie auf. Entgegen den Forderungen aus dem SED-Apparat unterstützte er die Veröffentlichung von Zeugenaussagen durch das Ostberliner Stadtjugendpfarramt zu den Übergriffen der Volkspolizei gegen friedliche Demonstranten während der Feierlichkeiten um den 40. Jahrestag der DDR.
Bei der Räumung der Mainzer Straße bot Forck sich dem Polizeipräsidenten als Vermittler an und bemühte sich später um die Freilassung der gefangenen Besetzer.
Nach seiner Emeritierung und seinem Umzug nach Rheinsberg stellte er sich in den Dienst der Bemühungen um die Verhinderung eines Luft-Boden-Schießplatzes der Bundeswehr auf dem Truppenübungsplatz Wittstock in der Wittstock-Ruppiner Heide.

„Er ist der Diakon unter uns Bischöfen in der DDR.“

## Werke
- Die Königsherrschaft Christi und das Handeln des Christen in den weltlichen Ordnungen nach Luther. Göttingen 1957
- Die Königsherrschaft Jesu Christi bei Luther. Berlin 1959, ISBN 3-374-00011-8
- Wie soll es bei uns weitergehen? Tauflehre und Taufpraxis / 12 Gemeindebriefe hrsg. von Gottfried Forck, Berlin 1970
- Brüderliche Kirche, menschliche Welt. Für Albrecht Schönherr zum 11. September 1971; hrsg. von Gottfried Forck und Jürgen Henkys. Berlin 1972
- Im Blickpunkt: Taufe. Theologische Informationen für Nichttheologen. Berlin 1985
- Die Evangelische Kirche im geeinten Deutschland. Erste Erfahrungen aus der Sicht der Kirchen in den neuen Bundesländern; Vortrag anläßlich der Generalversammlung der DGM Ev. Darlehns-Genossenschaft eG Münster am 24. April 1991. Münster 1991
- Porträts in Frage und Antwort / Günter Gaus im Gespräch mit Gottfried Forck. Berlin 1991
- Glauben ist Ermutigung zum Handeln. Altbischof Gottfried Forck im Gespräch; hrsg. von Manfred Kliem. Rothenburg 1996